# 全国出版協会
公益社団法人全国出版協会（ぜんこくしゅっぱんきょうかい）は、出版社と出版取次会社のトーハンで構成される日本の業界団体。出版科学研究所の運営を行なっている。元文化庁文化部芸術文化課所管。

## 概要
1949年4月に設立。出版に関する調査研究や、文化の発展への寄与を目的として出版科学研究所の運営や関係団体との連絡提携等の活動を行っている。「出版指標年報」で第23回（2001年度）日本出版学会賞を受賞。

## 出版科学研究所
1959年に東京出版販売（現・トーハン）内に設立、1969年に全国出版協会に移管された。全国出版協会の実践機関として出版に関する調査研究を行っている。主な活動内容は「出版指標年報」等の刊行物の発行や出版セミナーの開催である。

## 刊行物
刊行物の発行所は「社団法人全国出版協会・出版科学研究所」となっている。

### 出版指標年報
1958年3月20日創刊。毎年4月に発行される出版業界の動向を調査した書籍。内容は以下の通り。
- 販売金額・販売部数・返品率などの推移
- 出版業界の動向
- 書籍・雑誌のジャンル別の市場動向と分析
- 出版に関連する事柄についての資料
- 年間ベストセラー（1946年〜）

### 出版月報
1959年6月30日創刊。月に1回発行される出版業界の動向を調査した冊子。1つのテーマについての特集と月間ベストセラー等が掲載されている。特集では、コミック市場や文庫市場などが前年の出版統計の一部が出版指標年報よりも先に掲載されるものや、注目されるテーマを取り上げて市場動向や出版傾向などを調査したもの等がある。

### その他の刊行物
- ニュースの索引（出版関連の新聞記事の切り抜き、1967年5月25日創刊）
- 出版セミナー講演録
- 雑誌の都道府県別配送量

## 出版セミナー
年2回開催される出版に関するテーマのセミナーで、出版セミナー講演録に内容が収録される。